# 샤이닝 (소설)
샤이닝(The Shining)은 미국 작가 스티븐 킹이 1977년에 발표한 공포 소설이다. 킹의 세 번째 출판 소설이자 첫 번째 하드커버 베스트셀러이다. 그 성공으로 킹은 공포 장르의 뛰어난 작가로 확고히 자리 잡았다. 설정과 등장인물은 1974년 스탠리 호텔 방문과 알코올 중독과의 투쟁을 포함해 킹의 개인적인 경험에 영향을 받았다. 이 소설은 1980년 영화와 1997년 미니시리즈로 각색됐다. 이 책은 2013년에 속편인 닥터 슬립(Doctor Sleep)으로 출간되었으며, 이는 2019년에는 같은 이름의 영화(닥터 슬립 (영화))로 각색되었다.
샤이닝은 고군분투하는 작가이자 회복 중인 알코올 중독자인 잭 토런스(Jack Torrance)의 이야기를 중심으로 콜로라도 로키스에 있는 역사적인 오버룩 호텔(Overlook Hotel)의 비수기 관리인 자리를 수락한다. 그의 가족은 아이가 호텔의 끔찍한 본질을 엿볼 수 있게 해주는 일련의 심령 능력인 "샤이닝"을 소유한 그의 어린 아들 대니를 포함하여 이 일에 그와 동행한다. 얼마 지나지 않아 겨울 폭풍으로 인해 가족이 눈밭에 갇히게 되고, 호텔에 깃든 초자연적인 힘이 잭의 정신에 영향을 미쳐 그의 아내와 아들을 심각한 위험에 빠뜨린다.